# Był sobie złodziej
Był sobie złodziej (tytuł oryg. Zong heng si hai) – hongkoński film komediowo–kryminalny w reżyserii Johna Woo, którego premiera odbyła się 2 lutego 1991 roku.

## Obsada
Źródło: Filmweb

- Nicholas Lea – Victor
- Chow Yun Fat – Joe
- Leslie Cheung – Jim
- Kong Chu – Chu
- Cherie Chung – Cherie
- Kenneth Tsang
- Chow
- John Woo – Stanley Wu
- David Wu – prowadzący aukcję

## Nominacje
Źródło: Internet Movie Database
| Rok  | Nagroda              | Kategoria         | Odbiorcy i nominowani | Wynik     |
| ---- | -------------------- | ----------------- | --------------------- | --------- |
| 1992 | Hong Kong Film Award | Best Picture      |                       | Nominacja |
| 1992 | Hong Kong Film Award | Best Director     | John Woo              | Nominacja |
| 1992 | Hong Kong Film Award | Best Actor        | Chow Yun Fat          | Nominacja |
| 1992 | Hong Kong Film Award | Best Film Editing | David Wu              | Nominacja |